# تروتولا

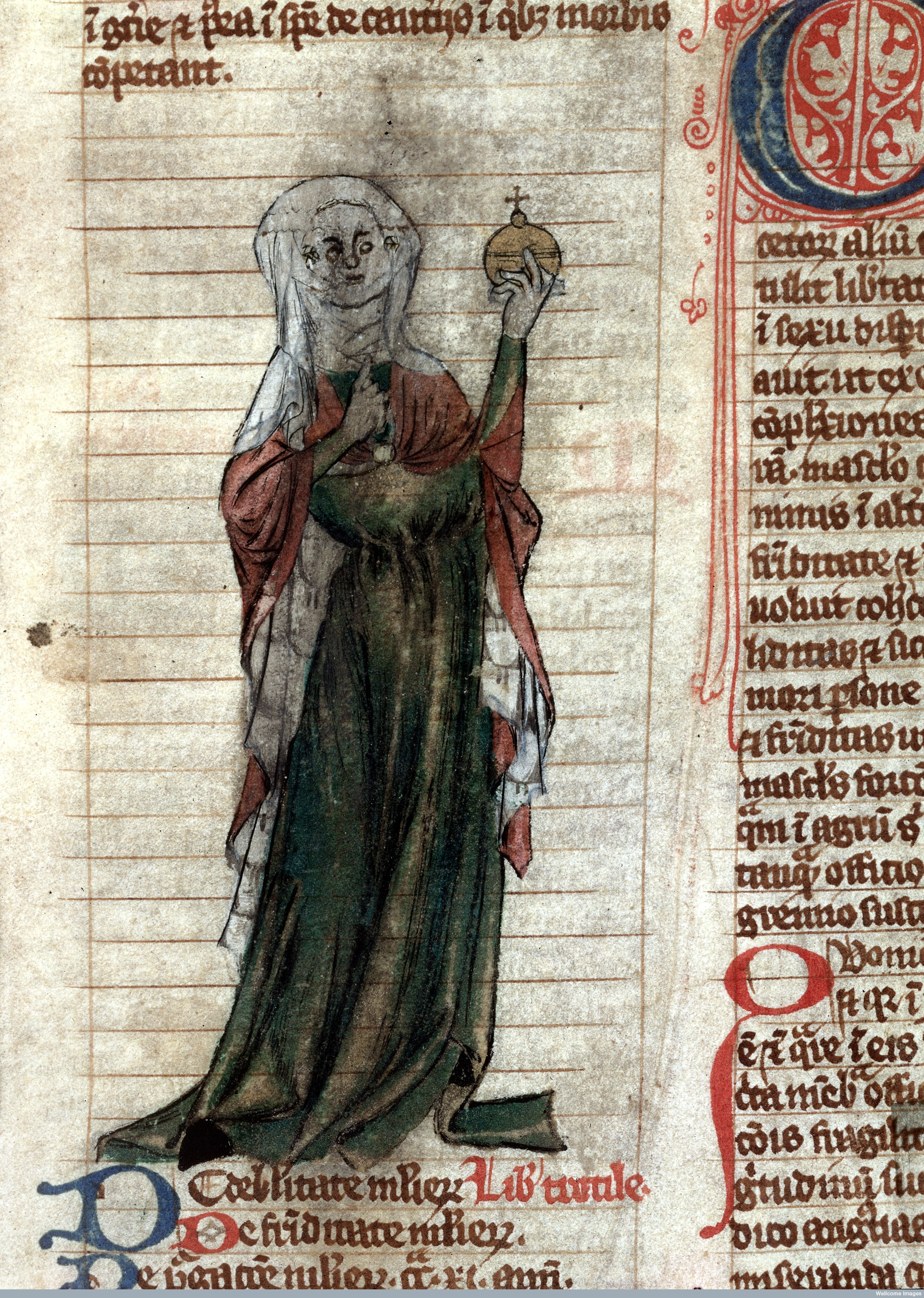

تروتولا هو اسم يشير إلى مجموعة من ثلاثة نصوص حول طب النساء والتي تكونت في مدينة ساليرنو الساحلية فِي جنوب إيطاليا فِي القرن الثاني عشر. اشتق الاسم من شخصية تاريخية، وهي  تروتا من ساليرنو، وهي طبيبة وكاتبة نصوص طبية ارتبطت بأحد النصوص الثلاثة ومع ذلك، أصبح يشار إلى «تروتولا» على أنها شخصية حقيقة في العصور الوسطى، من إسبانيا إلى بولندا، وصقلية إلى أيرلندا، حيث أن «تروتولا»  لها أهمية تاريخية فِي بلدها.

## نصوص التروتولا: نشأتها وتألفيها
في القرن الثاني عشر، ذاع صيت مدينة ساليرنو الساحلية في جنوب إيطاليا واشتهرت بأنها «أهم مركز لتطبيق الطب العربي في أوروبا الشرقية». إذ يشير المؤرخون أن في القرن الثاني عشر كانت مدرسة ساليرنو عبارة عن مجتمع غير رسمي من الأساتة والتلاميذ الذين طوروا طرقاً شبه رسمية للتعليم والبحث خلال القرن الثاني عشر؛ مع ذلك لا يتوفر أي أدلة عن وجود أي كيان طبيعي أو اعتباري قبل القرن الثالث عشر.
وعادة ما يطلق على نصوص أوضاع المرأة، نصوص أدوية المرأة، نصوص مستحضرات التجميل النسائية معاً اسم تروتولا. حيث تغطي تلك النصوص عدة موضوعات من الولادة إلى مستحضرات التجميل، معتمدة على مصادر مختلفة من جالين والتراث الشفوي لتقديم دروس عملية. وتختلف تلك الأعمال في كل من الشكل التنظيمي والمحتوى. نُشرت نصوص أوضاع المرأة ومستحضرات التجميل النسائية باسم مجهول إلى أن دٌمجوا مع نصوص أدوية المرأة في وقت ما في أواخر القرن الثاني عشر. وبعد مئات السنين، نُشرت التروتولا مجمعة في جميع أنحاء أوروبا، وذاع صيتها في القرن الرابع عشر. اليوم هناك أكثر من 130 نسخة من النصوص باللاتينية، وأكثر من 60 نسخة مترجمة للعامية في العصور الوسطى.